# 282-га піхотна дивізія (Третій Рейх)
282-га піхотна дивізія (Третій Рейх) (нім. 282. Infanterie-Division) — піхотна дивізія Вермахту, що входила до складу німецьких сухопутних військ у роки Другої світової війни. Дивізія сформована у березні 1943 року, виконувала окупаційні функції у Франції. З квітня 1943 року на Східному фронту, бої на Курській дузі, в Україні, Молдові; розгромлена в ході Яссько-Кишинівської операції.

## Історія
282-га піхотна дивізія розпочала формування 1 березня 1943 року на території окупованої Франції в районі Шербура. Комплектування підрозділів здійснювалося за рахунок підрозділів 165-ї та 182-ї резервних дивізій Головнокомандування Вермахту «Захід»
Спочатку дивізія підпорядковувалася LXXXII армійському корпусу 15-ї армії групи армій «D», групи армій, яка контролювала окупацію північної частини Франції. У квітні дивізія була переведена на Східний фронт і увійшла до складу XXXXII армійського корпусу групи армій «Південь» у район Харкова. На рубежі Сіверського Донця дивізія змінила 6-ту танкову дивізію. З кінця квітня 1943 року дивізія кілька місяців обороняла ділянка фронту, яка простягалася від Верхнього Салтіва до Архангельського на Донці. Наприкінці серпня 1943 року, після невдалого наступу під Курськом (операція «Цитадель»), 282-ї дивізії довелося відступити до Харкова і далі до Дніпра. До грудня 1943 року дивізія входила до XXXXVII армійського корпусу 8-ї армії групи армій «Південь». У січні 1944 року дивізія була переобладнана як «дивізія нового типу — зразок 44» і незабаром була посилена частинами розформованої 39-ї піхотної дивізії. Дивізія, яка з березня по квітень входила до XXXX армійського корпусу 8-ї армії, була знищена в серпні 1944 року під час боїв у складі XXXXIV армійського корпусу 6-ї армії, яка входила до групи армій «Південна Україна». 9 жовтня 1944 року дивізія була офіційно розпущена. Частини дивізій, що залишилися, були використані для поповнення сил 76-ї піхотної дивізії та для допомоги в передислокації 15-ї піхотної дивізії.

## Райони бойових дій
- Франція (березень — квітень 1943)
- СРСР (південний напрямок) (квітень 1943 — жовтень 1944).

## Командування

### Командири
- Генерал-лейтенант Франц Карл (нім. Franz Karl) (1 березня — 1 квітня 1943);
- Оберст Вільгельм Колер (нім. Wilhelm Kohler) (1 квітня — 15 серпня 1943);
- Генерал-майор Герман Френкінг (нім. Hermann Frenking) (15 серпня 1943 — 9 жовтня 1944).

### Підпорядкованість
| Час          | Корпус              | Армія                   | Група армій (округ)            | Штаб       |
| ------------ | ------------------- | ----------------------- | ------------------------------ | ---------- |
| 1943         |                     |                         |                                |            |
| 1 березня    | XXV ак              | 7 А                     | Група армій «D»                | Дюнкерк    |
| 17 квітня    | XXXXII ак           | Армійська група «Кемпф» | Група армій «Південь»          | Харків     |
| 24 квітня    | XXXXVIII тк         | Армійська група «Кемпф» | Група армій «Південь»          | Харків     |
| 1 травня     | XXXXII ак           | Армійська група «Кемпф» | Група армій «Південь»          | Тернова    |
| 1 серпня     | XXXXII ак           | Армійська група «Кемпф» | Група армій «Південь»          | Вовчанськ  |
| 23 серпня    | XXI ак              | 8 А                     | Група армій «Південь»          | Харків     |
| 1 вересня    | XI ак               | 8 А                     | Група армій «Південь»          | Мерефа     |
| 2 жовтня     | XI ак               | 8 А                     | Група армій «Південь»          | Кременчук  |
| 1 листопада  | XI ак               | 8 А                     | Група армій «Південь»          | Онуфріївка |
| 24 листопада | XXXXVII тк          | 8 А                     | Група армій «Південь»          | Кіровоград |
| 1944         |                     |                         |                                |            |
| 1 січня      | XXXXVII тк          | 8 А                     | Група армій «Південь»          | Кіровоград |
| 3 січня      | XI ак               | 8 А                     | Група армій «Південь»          | Кіровоград |
| 13 січня     | XXXXVII тк          | 8 А                     | Група армій «Південь»          | Кіровоград |
| 28 лютого    | XXXX тк             | 8 А                     | Група армій «Південь»          | Тирасполь  |
| 23 березня   | VII ак              | 8 А                     | Група армій «Південь»          | Тирасполь  |
| 26 березня   | Бойова група Прієса | 8 А                     | Група армій «Південь»          | Тирасполь  |
| 29 березня   | XXXX тк             | 8 А                     | Група армій «Південь»          | Тирасполь  |
| 30 березня   | XXXX тк             | 8 А                     | Група армій «Південна Україна» | Машкеуць   |
| 25 квітня    | XXXX тк             | 6 А                     | Група армій «Південна Україна» | Машкеуць   |
| 27 квітня    | XXXXIV ак           | 6 А                     | Група армій «Південна Україна» | Машкеуць   |
| 1 серпня     | XXXXIV ак           | 6 А                     | Група армій «Південна Україна» | Машкеуць   |

### Склад
| 1943                                |
| ----------------------------------- |
| 848-й гренадерський полк            |
| 849-й гренадерський полк            |
| 850-й гренадерський полк            |
| 282-й фузилерний батальйон          |
| 282-й протитанковий дивізіон        |
| 282-й артилерійський полк           |
| 282-й інженерний батальйон          |
| 282-й запасний батальйон            |
| 282-й дивізійний батальйон зв'язку  |
| Управління постачання 282-ї дивізії |